# BBC London
BBC London forma parte de la BBC English Regions que produce radio, televisión, teletexto y servicios locales para Londres y partes del área circundante. Dentro de sus programas de televisión están BBC London News (diario) y Politics Show (semanal). También tiene a cargo la radioemisora BBC London 94.9 y la cobertura local del área de Londres en bbc.co.uk y Ceefax. BBC London News puede ser visto a través de todo el Reino Unido durante BBC Breakfast y en el canal BBC News a las 6:28, 6:58, 7:28 y 7:58. Las oficinas centrales de esta "región BBC" están situadas en Marylebone High Street en Londres Central, sin embargo se moverá al nuevo complejo Egton Wing de la Broadcasting House a inicios de 2009.

## Historia
BBC London lanzó el 1 de octubre de 2001 los siguientes cambios a las áreas de cobertura de los transmisores de la BBC permitiendo el establecimiento de nuevas áreas editoriales. El principal resultado fue una reorganización de la "región BBC South East"; el área de Londres se desprendió completamente cuando un nuevo programa, South East Today fue creado para la nueva región South East (sur-este).
El Gran Londres y sus alrededores han tenido un servicio noticioso en la televisión de la BBC por varias décadas, pero los límites de la "región BBC" han sido siempre un poco nebulosos debido a las áreas de cobertura de los transmisores, debido a que las señales de televisión no tienden a ceñirse a los límites administrativos o históricos de las naciones. Por lo tanto, mientras el principal foco de la cobertura "regional" de noticias para esta área es la capital en sí, en los sectores circundantes la cobertura les permite captar la señal de BBC London.
Hubo varios programas de noticias regionales en esta área antes de que la programación actual fuera introducida en 2001. Estos incluían el segmento de Londres de Nationwide desde los Lime Grove Studios; en este caso, los presentadores regionales para Londres fueron también los principales presentadores de la edición nacional del programa. Otros programas para el área de cobertura de Londres fueron London Plus, y finalmente Newsroom South East. Originalmente, BBC London y la región del sureste estaban dentro del Gran Londres, junto con partes de Essex, Hertfordshire, Kent, Surrey, Hampshire, Buckinghamshire, Berkshire, Sussex, Bedfordshire, y Oxfordshire. Esto significaba que comunidades de relativo gran tamaño, que probablemente merecían programas propios -tales como Oxford, Luton y Crawley-, recibían a menudo sólo los programas desde Londres, que estaban en diferentes estudios desde Shepherds Bush, W12 y Elstree en Hertfordshire, antes de que se trasladaran a los actuales estudios en Marylebone High Street, que también es la sede de la Unidad de Gobernación de la BBC.
El área para la que creada BBC London cubre una extensión mucho más reducida y definida, centrada principalmente en el Gran Londres, aunque aún incluye partes de Bedfordshire, Essex, y Hertfordshire en el este de Inglaterra y zonas de Berkshire, Buckinghamshire, Kent, así como comarcas del sur de Oxfordshire, Surrey y Sussex en la región del sureste inglés. También hay solapamiento con áreas editoriales de otras "regiones BBC" en esta parte de Inglaterra.
El noticiero televisivo fue lanzado como BBC LDN en pantalla, una abreviación de 'Londres' como se utiliza en los mensajes de texto. El nombre del noticiero no es mencionado de manera textual por los presentadores.

## Televisión

### BBC London News
El programa BBC London News se transmite diariamente por BBC One, como boletines breves durante BBC Breakfast, al término de BBC News at One y después de BBC News at Ten. El programa principal se transmite entre las 18:30 y las 18:55 de la tarde cada día de semana, al término de BBC News at Six y es presentado por Riz Lateef. Lateef reemplazó a Emily Maitlis quien había sido la principal presentadora del programa principal desde su lanzamiento hasta marzo de 2006 para unirse al programa Newsnight de BBC News y BBC Two. El programa ha tenido varios cambios en sus introducciones, siendo la más última la ocurrida el 12 de diciembre de 2005, con una nueva secuencia de títulos diseñada por Red Bee Media y una sintonía musical compuesta por David Lowe. Los títulos actuales muestran una serie de videos con diferentes escenas de la vida londinense, separadas por una banda blanca translúcida que cruza la pantalla hasta que el logo de BBC London aparece. Las comparaciones son inevitables con la competencia regional comercial, en este caso el programa London Tonight de ITV1, el cual es producido para ITV por ITN.

### Radio
BBC Radio London combina programas de conversación y música las 24 horas del día, los 7 días de la semana. La radioemisora tiene un diverso grupo de presentadores que han sido anfitriones de variados programas.

### Boletines de viaje
Un servicio noticioso dedicado especialmente para los viajes dentro del Gran Londres es operado por BBC London en los tres medios usando información proporcionada por Transport for London, National Rail y la Agencia de Autopistas. Las actualizaciones en televisión durante el programa Breakfast en BBC One son emitidas a las 6:28, 6:58, 7:28, 7:58, 8:28 y 8:58, de lunes a viernes. Las noticias de viaje en la radio son actualizadas a los 31 y 59 minutos de cada hora durante las horas no-punta, y cada 15 minutos, (comenzando al tope de la hora), durante las horas punta de la noche y la mañana. BBC London 94.9 es una de las pocas radioemisoras que tiene acceso a las cámaras de Transport for London. Las noticias de viaje en línea son actualizadas por un servidor de información de viajes independiente. Esta información es enviada desde su sistema principal al sitio web de BBC London, a través del portal de BBC Travel News. La sección en línea también ha tenido apariciones en varios aspectos de los viajes dentro de Londres.